# سليمان جمعة الحبسي
سليمان جمعة الحبسي هو عداء سريع عماني، ولد في 1 فبراير 1970.

## وصلات خارجية
- سليمان جمعة الحبسي على موقع الاتحاد الدولي لألعاب القوى (الإنجليزية)
- سليمان جمعة الحبسي على موقع أوليمبيديا (الإنجليزية)